# 関沢美紘
関沢 みひろ (せきざわ みひろ、2008年7月22日 - ) は、日本の子役俳優、タレント。東京都出身。VINEYARD所属。旧芸名は関沢 美紘（読み同じ）

## 概要
所属事務所は、セントラルから、スマイルモンキーに移籍したが、その時期は不明。
2023年4月にVINEYARDに移籍した。
趣味:お絵かき、ピアノ、妄想、読書。
特技:琴、フラフープ。
嵐＆TWICE大好きの「みひろ」ちゃんとして「クイズ!あなたは小学5年生より賢いの?」の名物である「助っ人小学生」の5人の一人として出演した。

## 出演・活動

### 映画
- 「サクラダリセット 後編」2017年、浅井メグミ役
- 「咲-Saki-阿知賀編 episode of side-A」2018年1月、松実宥 幼少役
  - 咲-Saki-#「阿知賀編 episode of side-A」実写版

### テレビ
- 総合診療医ドクターG（NHK）鈴木茜 役
- ど根性ガエル（2015年7月11日 - 9月19日、日本テレビ）
- 偽装の夫婦（2015年10月7日 - 12月9日、日本テレビ）園児役レギュラー
- 早子先生、結婚するって本当ですか?（2016年4月21日 - 6月16日、フジテレビ）北奈々絵 役
- こど〜MO!（2015年 - 2016年、TOKYO MX）
- コールドケース 〜真実の扉〜 シーズン1 第2話（2016年10月29日、WOWOW）ひとみ 幼少役[4]
- 中居正広の金曜日のスマイルたちへ（2016年、TBS）野田あすか（幼少） 役
- 月曜名作劇場「はぐれ署長の殺人急行」（2016年12月5日、TBS）北斗ときわ 役
- ザ!世界仰天ニュース再現VTR（2019年、日本テレビ）
- THE突破ファイル再現VTR（2019年、日本テレビ）
- 我が家のヒミツ（2019年3月3日 - 、NHK BSプレミアム）佐藤仁美の娘役
- ザ・発言X 第2回（2019年3月20日、日本テレビ）
- ゴールデンまなびウィーク特別番組!「クイズ!あなたは小学5年生より賢いの?小学生の問題に正解できたら1000万円」特番第3回（2019年5月3日、日本テレビ）
- クイズ!あなたは小学5年生より賢いの? 特番第4回（2019年8月8日、日本テレビ）
- JAPANGLE 第15回『学校』篇（2019年8月15日、NHK）
- ニッポンどきどき探訪 長寿の食卓（2019年9月21日、BS-TBS）
- エイゴビート2（2019年、NHK Eテレ、第2シリーズパイロット版）かすみ 役
- クイズ!あなたは小学5年生より賢いの?（2019年10月18日 - 2020年3月13日、日本テレビ）助っ人小学生 レギュラー出演[1]
- 絶対零度～未然犯罪潜入捜査～」Season4 #1（2020年1月6日 -、フジテレビ）
- エイゴビート2（2020年、NHK Eテレ、第2シリーズ）みひろ役 レギュラー出演

### CM
- ライフネット生命「新じぶんへの保険」2014年
- JA共済「あんしん満載 篠原さん篇」「夫婦の実感篇」2016年
- 日本マクドナルド「ハッピーセット マイメロディ篇」2017年
- バンダイ「キラキラ プリキュアアラモード シリーズ」2017年
- バンダイ「クッキンぷっちん アニマルおすしセット編」2018年
- アガツマ「チェーンリングメーカー」2018年
- アガツマ「ガールズデザイナーコレクション」2018年
- 丸亀製麺「丸亀製麺の麺が、ついにお持ち帰りに。」2020年
- ベネッセ 進研ゼミ中学講座「ハマる授業やる気全開篇」2022年

### スチール写真モデル
- 小学館「小学生の自由工作パーフェクト本」2016年
- メイト「食物アレルギーBOOK」2016年
- 花王「春キャンペーン」2017年
- au by KDDI「mamorino」2017年

### WEBメディア
- ベネッセ「こどもちゃれんじ すてっぷ」DVD、2015年
- トリドール社 企業広告、2015年
- 小学館「ドラゼミ 親子日記」2015年、主人公あや役
- バンダイ「クッキンぷっちん アニマルおすしセットであそんでみた!」2018年
- バンダイ「クッキンぷっちん ファミリーレストランDXであそんでみた!」2018年
- 角川ドワンゴ学園「Nepps 小中学生のための実践的なプログラミングスクール」2019年
- セガホールディングス「東京2020オリンピック公式ゲーム コンセプトムービー」2019年

### 映像
- アスタナ国際博覧会「日本館」スクリーン映像、2017年